# 川辺大橋
川辺大橋（かわべおおはし）は、岐阜県加茂郡川辺町の飛騨川に架かる、岐阜県道64号可児金山線の橋である。

## 概要
川辺町上川辺と下吉田を結ぶ橋として1970年4月に工事開始。総工費は1億7,000万円。
1973年3月に完成し、同月24日に竣工式が挙行された。式には渡辺栄一ら国や県の関係者の他、町長など約1,000人が参加。下麻生小学校の鼓笛隊を先頭に町内から選ばれた2組の3代夫婦が渡り初めを行った。

## その他
直下を流れる飛騨川（川辺ダム湖）の下流には川辺漕艇場があり、川辺ダムから川辺大橋を越えて上流の飛騨川橋付近までの6,000mがボートで連続航行可能となっている。

## 周辺施設
- 下麻生駅
- 阿夫志奈神社
- 川辺町立川辺北小学校

## 隣の橋
（下流）【木曽川合流点】 - かんのん橋 - 青柳橋 - 青柳大橋 - 飛騨川大橋（東海環状自動車道） - 川辺ダム - 山川橋 - 新山川橋 - 川辺大橋  （上流）